# Ингулов, Сергей Борисович
Серге́й Бори́сович Ингу́лов (настоящая фамилия Ре́йзер; 1893—1938) — русский революционер-подпольщик, впоследствии популярный публицист, автор фельетонов, редактор, журналист, один из организаторов и руководителей советской печати и цензурного ведомства (Главлита). Расстрелян в 1938 году. Реабилитирован посмертно.

## Биография
1-е издание Большой советской энциклопедии сообщало, что Сергей Ингулов родился в 1893 году на Украине, в городе Николаеве, работал сначала наборщиком, а потом журналистом. С 1908 года примкнул к социал-демократическому движению. В январе 1918 года вступил в партию большевиков. В 1919 году находился на подпольной работе — возглавлял Николаевский, а затем Одесский подпольный губернский комитет большевиков. Подпольная кличка — «Ингулов» — была взята по реке Ингул, в устье которой расположен город Николаев.
Зимой 1919—1920 годов Ингулов был начальником подпольного Одесского военно-революционного повстанческого штаба, готовившего восстание в городе в канун занятия его Красной армией.
После захвата власти большевиками в Новороссии в 1919—1920 гг. ответственный секретарь Одесского губкома КП(б) Украины и член коллегии Одесской ЧК. Тогда же проявился его талант публициста — его заметки, фельетоны, статьи печатались во многих одесских газетах. C 1920 года член редколлегии газеты «Одесский коммунист». В 1921—1923 гг. заведующий Отделом агитации и пропаганды ЦК КП(б) Украины в Харькове (в те годы столица Украины).
В 1923 году переведён с Украины в Москву, где возглавил Бюро прессы Агитационно-пропагандистского отдела ЦК РКП(б). Историк Ермаков характеризовал деятельность и положение Ингулова как «штатный литературный палач». Ингулов стал членом редакции журналов «Красная новь» и «На посту» издававшиеся издательством «Работник просвещения». Его статьи печатали газета «Правда» и журнал «Новый мир». В 1923 году его книга «В чём выход? (О сельском клубе, читальне, школе и библиотеке)» была издана 75-тысячным тиражом (для примера — тираж брошюры Крупской «Организация самообразования» в том же году был в 7,5 раза меньше).
С 1924 года ответственный редактор «Литературной газеты». В 1925 создал и был главным редактором «Учительской газеты» (в 1929 году переименованной в «За коммунистическое просвещение»). Постепенно Ингулов стал одним из ведущих творческих работников агитационно-пропагандистского отдела ЦК РКП(б) — ему было поручено написание программных брошюр — «РКП и учительство», «Партия и печать» и других. В 1929 году назначен ответственным редактором журнала «Новый мир». В своих статьях выступал с нападками на поэтов «за отрыв от революционной действительности и устремления в заоблачные миры», громил «правый уклон» романов Ильфа и Петрова, его статья «Бобчинский на Парнасе» закончила творческую карьеру русского юмориста Пантелеймона Романова. Ещё в 1928 году Ингулов писал: «Критика должна иметь последствия! Аресты, судебную расправу, суровые приговоры, физические и моральные расстрелы…».
В 1929—1930 гг. заместитель заведующего Агитационно-пропагандистским отделом ЦК ВКП(б). В 1931 году был корреспондентом газеты «За коммунистическое просвещение» в Лондоне. В 1931—1935 гг. член Коллегии Наркомата снабжения СССР. Ингулов был автором агитационных пособий и учебников по примитивному ленинизму — «Политграмота», «Политбеседы» и тому подобных.
Историк Артём Ермаков так писал об этих книгах Ингулова: 

Сегодня немногие сохранившиеся экземпляры этого учебного пособия считаются библиографической редкостью, этаким «тоталитарным раритетом». Его нынешние читатели совершенно не в состоянии понять сакрального значения довольно-таки заурядной книги о большевиках и большевизме. Но в 30-е годы «не сдать Ингулова» — значило не окончить школу, не поступить в вуз, не выдержать кадровой проверки на службе. Относительно дешевый учебник невозможно было купить. Только достать. За ним охотились студенты и старшеклассники. Ингуловская книга стала «катехизисом коммунизма», символом гражданской лояльности и политической благонадежности советского человека. В одном только 1935 году вышло 650000 экземпляров на русском языке, 80000 — на украинском, 41000 — на узбекском, 25000 — на грузинском, 9000 — на корейском, 5000 — на татарском и так далее до китайского и наречия бухарских евреев. Общие тиражи «Политбесед» в 1932—1937 годах составили несколько миллионов книг. Прибавим к этому ещё миллион «Политграмот» для высшей школы…
С 1935 года Ингулов — начальник Главлита. Он был одним из создателей цензурного ведомства, руководил преследованием средств массовой информации и насаждением единообразия в советских и партийных печатных органах. Ингулов стал уполномоченным Совнаркома по охране военных и государственных тайн. Ни одно заграничное письмо в СССР, ни одна газета, ни одна книга не могли быть пропущены без его дозволения. При нём в практику Главлита вошла рассылка списков книг, подлежащих изъятию и уничтожению.

## Опала, арест и казнь
В ноябре 1937 года попал в опалу у Сталина. Стремясь восстановить благорасположение вождя, принялся писать доносы на подчинённых, обвиняя их в совершении разнообразных «контрреволюционных преступлений». Последний написанный Ингуловым донос датирован 7 декабря 1937 года, в нём он информировал Сталина о том, что в редакции журнала «Октябрь» «окопались антисоветские элементы» и предлагал ликвидировать журнал «за дальнейшей ненадобностью». Это Ингулову не помогло. 12 декабря 1937 года он был отстранён от исполнения обязанностей начальника Главлита «на период расследования его деятельности», 16 декабря смещён с занимаемого поста и на следующий день, 17 декабря, арестован. Обвинён в «участии в антисоветской контрреволюционной террористической организации». Имя Ингулова было включено в Сталинский расстрельный список, датированный 19 апреля 1938 года (№ 106 в списке из 331 имени и фамилии лиц, подлежащих осуждению к высшей мере наказания, под грифом «Москва-Центр», за подписью начальника 8-го отдела ГУГБ НКВД старшего майора ГБ Исаака Шапиро). Приговорён к ликвидации Сталиным, Молотовым, Кагановичем и Ждановым (автографы на титульном листе списка). 3 сентября 1938 года приговор был формально утверждён на заседании Военной коллегии Верховного суда СССР. Казнён в тот же день в группе осужденных ВКВС СССР. Место захоронения — спецобъект НКВД «Коммунарка».
Реабилитирован посмертно 14 марта 1956 года ВКВС СССР.

## В культуре
Сергей Ингулов подарил Валентину Катаеву сюжет в воспевающей работу чекистов повести «Трава забвения». Катаев упоминает Сергея Ингулова в романе «Алмазный мой венец» — Ингулов запретил Катаеву издавать юмористический журнал «Ревизор». Ингулов также упоминается в воспоминаниях об И. Ильфе и Э. Багрицком. Исааку Бабелю Ингулов сделал фальшивые документы на имя Кирилла Лютова для принятия Бабеля в Конную армию; когда будённовцы поняли, что «Лютов» — еврей, его едва не убили. Владимир Нарбут посвятил Ингулову цикл стихов «Плоть».